# スクルコラ・マルシカーナ
スクルコラ・マルシカーナ（イタリア語: Scurcola Marsicana）は、イタリア共和国アブルッツォ州ラクイラ県にある、人口約2,800人の基礎自治体（コムーネ）。

## 地理

### 位置・広がり

#### 隣接コムーネ
隣接するコムーネは以下の通り。
- アヴェッツァーノ
- カピストレッロ
- マリアーノ・デ・マルシ
- マッサ・ダルベ
- タリアコッツォ